# تووا ۲۶۱۰
سیارک ۲۶۱۰ (به انگلیسی: 2610 Tuva، نامگذاری:1978RO1) دو هزار و ششصد و دهمین سیارک کشف شده‌است که در ۵ سپتامبر ۱۹۷۸ کشف شد.
قدر مطلق سیارک برابر ۱۳٫۳۰ است.